# Maui County
Maui County är ett administrativt område i delstaten Hawaii i USA. Maui är ett av fem countyn i staten och ligger i den centrala delen av Hawaii och består av öarna Maui, Kahoolawe, Lanai, del av  Molokai och Molokini.  År 2003 hade Maui County 135 605 invånare. Den administrativa huvudorten (county seat) är Wailuku. 

## Geografi
Enligt United States Census Bureau så har countyt en total area på 6 213 km². 3 002 km² av den arean är land och 3 212 km² är vatten.